# اکریسون چاکوئنس
اکریسون چاکوئنس یک گونه سوسک از خانوادهٔ سوسک‌های شاخک‌دراز و از زیرخانوادهٔ شاخک‌درازیان است. دی ایوریو در سال ۲۰۰۳ این گونه را توصیف و بررسی کرده است. این گونه در کشور آرژانتین یافت شده است.